# Sabicea panamensis
Sabicea panamensis är en måreväxtart som beskrevs av Herbert Fuller Wernham. Sabicea panamensis ingår i släktet Sabicea och familjen måreväxter. Inga underarter finns listade i Catalogue of Life.